# Universidad de Bugía
La Universidad Abderrahmán Mira de Bugía (en árabe: جامعة بجاية, en cabilio: Tasdawit n'Bgayet/ⵝⴰⵚⴷⴰⵯⵉⵝ ⵏ ⴱⴴⴰⵢⵝ y en francés: Université de Béjaïa) es una universidad pública argelina situada en la ciudad de Bugía. 
El nombre de la universidad, siguiendo con la tradición universitaria árabe de tener el nombre de persona junto con el de la ciudad, responde a una dedicatoria a un personaje relevante en la historia de la zona este del país, Abderrahmán Mira.

## Creación
Creada en 1983 como centro universitario tuvo en su primer curso escolar 205 estudiantes y 40 docentes. 
Estaban inscritos en la Universidad en 2006 un total de 22 792 estduaintes y 698 profesores. Para el año escolar 2012 contó con 41 000 estudiantes de los cuales 600 extranjeros y 1600 profesores. 

## Campus
La universidad de Bugía dispone de dos campus universitarios: Targa Uzemmour y Abudau.
- El campus Targa Uzemmur : aglutina tres facultades: facultad de Tecnología, Facultad de Ciencias exacta y Facultad de la naturaleza y de la vida.
- El campus Abudau: fue inaugurado en 2003 y lo conforman cinco facultades: facultad de Derecho, facultad de Ciencias económicas, ciencias de la gestión y de ciencias comerciales, facultad de Letras y Lenguas, facultad de Ciencias humanas y sociales, facultad de Medicina.

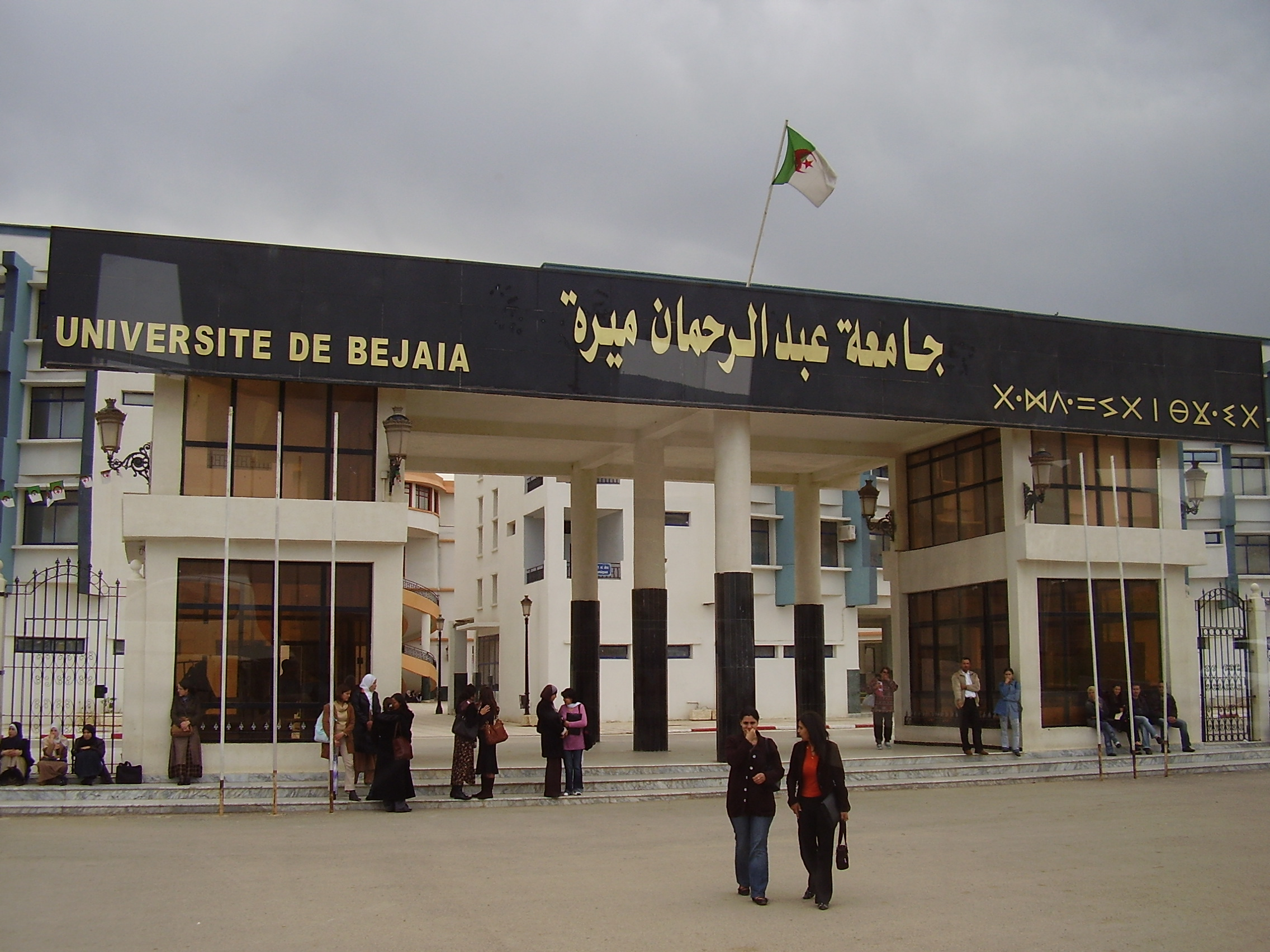
Université Abderrahmane Mira de Béjaïa

## Facultades
La Universidad de Bugía es pluridisciplinar e imparte la formación y gestiona la investigación en varios campos científicos. La estructura interna de la Universidad se organiza de la siguiente manera:
- Facultad de Ciencias exactas
- Facultad de Ciencias de Tecnología
- Facultad de Ciencias de la Naturaleza y de la vida
- Facultad de Derecho y Ciencias política
- Facultad de Letras y Lenguas
- Facultad de Ciencias económicas, Ciencias de la gestión y Ciencias comerciales
- Facultad de Medicina
- Facultad de Ciencias humanas